# تشارلز دبليو. دورمان
تشارلز دبليو. دورمان (بالإنجليزية: Charles W. Dorman)‏ هو قائد عسكري أمريكي، ولد في 1952 في جاكسونفيل في الولايات المتحدة.